# Ida Maclean
Pour les articles homonymes, voir McLean.
Ida Smedley Maclean, née le 14 juin 1877 et morte le 2 mars 1944, est une biochimiste et universitaire britannique. Elle est la première femme admise à la London Chemical Society en 1920. Membre fondatrice de la British Federation of University Women en 1907, elle en est la présidente de 1929 à 1935.

## Biographie
Ida Smedley naît à Birmingham, fille de William Smedley, homme d'affaires et philanthrope, et d'Annie Elizabeth Duckworth. Elle est éduquée par sa mère à domicile jusqu'à l'âge de neuf ans. Elle poursuit ses études secondaires à la King Edward VI High School for Girls de Birmingham de 1886 à 1896, puis elle obtient une bourse d'études et commence ses études au Newnham College de Cambridge en 1896. Elle obtient une mention très bien à la première partie des tripos de sciences naturelles et une mention bien à la seconde partie. Elle étudie également la chimie et la physiologie. En 1901, elle obtient une bourse Bathurst, et entreprend des recherches de troisième cycle au Central Technical College de Londres et plus tard au Davy-Faraday Research Laboratory de la Royal Institution. Elle obtient un doctorat en science (D.SC.) de l'université de Londres en 1905.

## Carrière universitaire
En 1906, Ida Smedley Maclean devient maître de conférences au département de chimie de l'université de Manchester. Elle y enseigne jusqu'en 1910, en plus d'être démonstratrice dans les laboratoires des étudiantes et de faire des recherches sur les propriétés optiques des composés organiques. En 1910, soutenue par l'une des premières bourses Beit, elle commence ses travaux en biochimie au Lister Institute of Preventive Medicine de Londres, recevant le prix Ellen Richards de l'American Association of University Women pour ses recherches. Elle épouse en 1913 Hugh Maclean, un collègue du Lister Institute, plus tard professeur de médecine à l'université de Londres et au St Thomas's Hospital,. Le couple a deux enfants. Pendant la Première Guerre mondiale, elle travaille à l'Amirauté dans des domaines liés à l'utilisation des gaz et la production d'acétone.

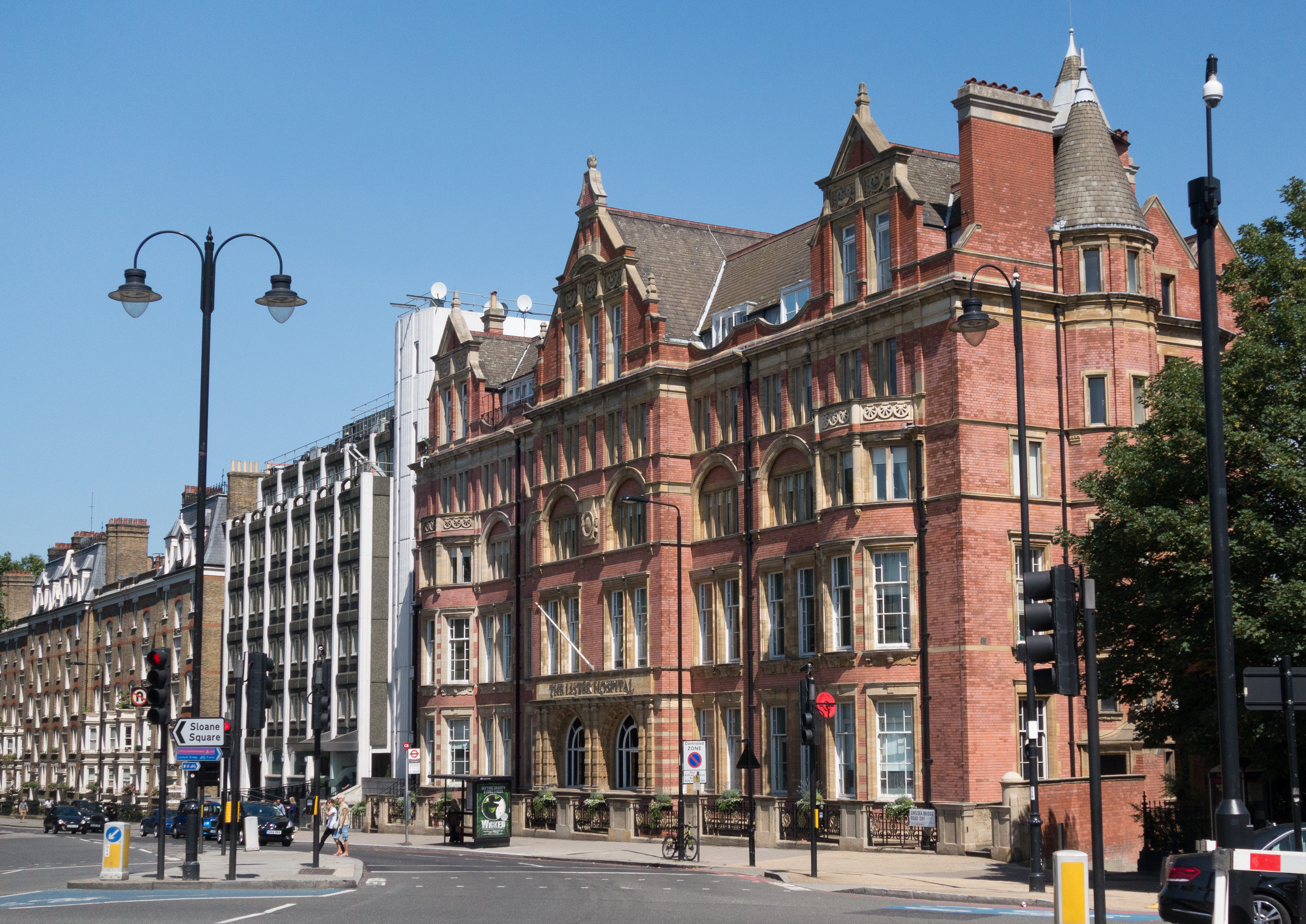
Le Lister Institute où Ida Maclean travaille à partir de 1910.

Entre 1920 et 1941, elle publie une trentaine d'articles dans le Biochemical Journal, dont plusieurs en collaboration, sur ses intérêts particuliers, à savoir le rôle des acides gras chez les animaux et la synthèse des graisses à partir des glucides. En 1927, elle coécrit, avec Hugh Maclean, la deuxième édition de son livre The Lipins. Ses publications en biochimie font autorité, et sa monographie de 1943, The Metabolism of Fat, est la première publication de la série Monographs on Biochemical Subjects des éditions Methuen.
Maclean est l'une des principales fondatrices de la British Federation of University Women (BFUW) en 1907.

## Activités en faveur des femmes
Après avoir été élue membre du Royal Institute of Chemistry en 1918, elle est devenue en 1920 la première femme à être officiellement admise à la London Chemical Society. De 1931 à 1934, elle est membre du conseil de la London Chemical Society et de 1929 à 1935, elle a été présidente de la BFUW, qui a donné son nom à une bourse de recherche pour les femmes. De 1941 à 1944, elle a fait partie du comité de nomination des femmes de l'université de Cambridge.
Elle meurt le 2 mars 1944 à l'University College Hospital de Londres.